# Stade Brest 29
Stade Brestois 29, i dagligt sprog kendt som Stade Brest eller bare Brest, er en fransk fodboldklub fra Brest i Bretagne. Klubben spiller i landets bedste række Ligue 1, og spiller sine hjemmekampe på Stade Francis-Le Blé. 

## Historie
Klubben blev grundlagt i 1950, da fem lokalklubber fusionerede, og klubben hævder dette som sit grundlæggelsesår, dog at hovedklubben som de opstod ud af, Armoricaine de Brest, var grundlagt i 1903. Klubben arbejdede sig over de næste år op i gennem rækkerne, indtil at de i 1979 for første gang i klubbens historie rykkede op i Ligue 1.
Klubben havde i 1986-87 deres bedste sæson i klubbens historie, da de sluttede på ottendepladsen i Ligue 1, men denne succes blev spoleret af økonomiske problemer, som betød af klubben gik konkurs, og måtte starte forfra i de lavere franske rækker. I 2004 vendte klubben tilbage til Ligue 2, og i 2011 lykkedes det klubben at rykke op til Ligue 1 igen.

## Titler
- Ligue 2: 1 (1980-81)

## Nuværende spillertrup
Oversigten er opdateret til og med 26. mars 2025.| Nr. | Land            | Position | Spiller                      |
| --- | --------------- | -------- | ---------------------------- |
| 2   | Frankrig        | FO       | Bradley Locko                |
| 3   | Senegal         | FO       | Abdoulaye Ndiaye             |
| 5   | Frankrig        | FO       | Brendan Chardonnet (Anfører) |
| 6   | Schweiz         | MI       | Edimilson Fenandes           |
| 7   | Frankrig        | FO       | Kenny Lala                   |
| 8   | Frankrig        | MI       | Hugo Magnetti                |
| 9   | Mali            | MI       | Kamory Doumbia               |
| 10  | Frankrig        | MI       | Romain Del Castillo          |
| 12  | Elfenbenskysten | FO       | Luck Zogbé                   |
| 14  | Guyana          | AN       | Mama Baldé                   |
| 17  | Senegal         | AN       | Abdallah Sima                |
| 18  | Frankrig        | FO       | Justin Bourgault             |

| Nr. | Land     | Position | Spiller                            |
| --- | -------- | -------- | ---------------------------------- |
| 19  | Frankrig | AN       | Ludovic Ajorque                    |
| 20  | Frankrig | MI       | Pierre Lees-Melou                  |
| 21  | Frankrig | MI       | Romain Faivre                      |
| 22  | Mali     | FO       | Massadio Haidara                   |
| 23  | Frankrig | FO       | Jordan Amavi                       |
| 25  | Frankrig | FO       | Julien Le Cardinal (Lånt fra Lens) |
| 26  | Portugal | MI       | Mathias Pereira Lage               |
| 28  | Frankrig | MI       | Jonas Martin                       |
| 30  | Frankrig | MM       | Grégoire Coudert                   |
| 33  | Mali     | MI       | Hamidou Makalou                    |
| 34  | Marokko  | AN       | Ibrahim Salah                      |
| 40  | Holland  | MM       | Marco Bizot                        |
| 44  | Frankrig | FO       | Soumaïla Coulibaly                 |
| 45  | Frankrig | MI       | Mahdi Camara                       |
| 50  | Irland   | MM       | Noah Jauny                         |

## Reference
1. ↑  "L'historique du club" Stade Brestois 29. Hentet 14. april 2024.
2. 1 2  Holymann, I. (24. november 2023) "All you need to know: Stade Brestois 29" Ligue 1. Hentet 14. april 2024.
3. ↑  "Effectif SB29". Stade Brestois 29. Hentet 14. april 2024.